# Apeadeiro de Coa
O apeadeiro de Coa (nome anteriormente grafado como "Côa", alterado já após o encerramento), é uma interface encerrada da Linha do Douro, que servia a localidade de Vila Nova de Foz Côa, no distrito da Guarda, em Portugal. Entrou ao serviço em 5 de maio de 1887, e foi encerrada em 1988.

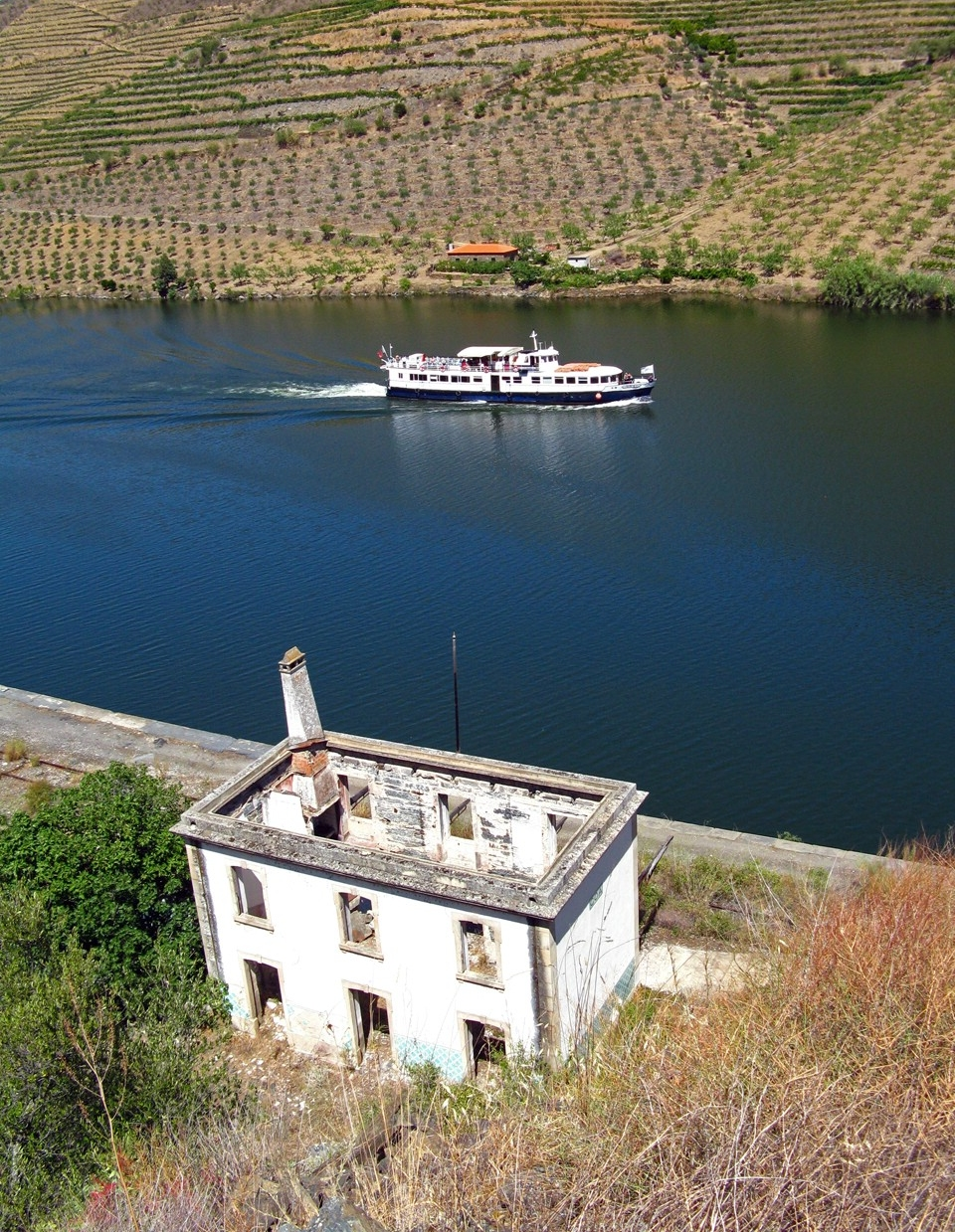
Enquadramento da estação de Côa, em 2009

## Descrição

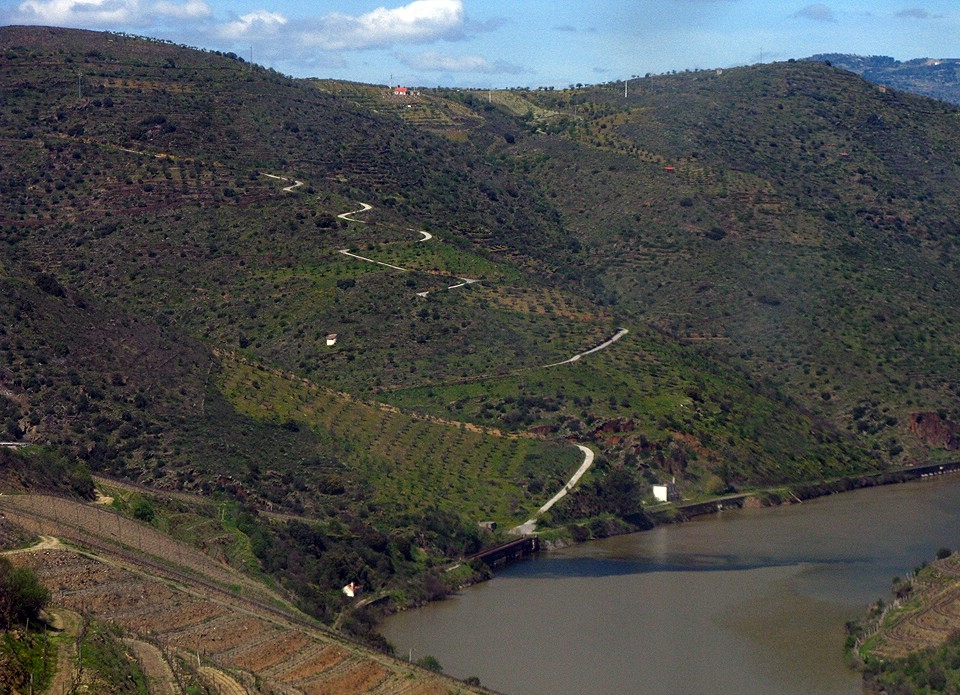
Vista geral da estação e da estrada de acesso.

### Localização e acessos
Este apeadeiro situa-se no concelho de Vila Nova de Foz Côa, a cerca de 3,5 km do centro da vila (Torre do Relógio), via Caminho do Coa.

### Infraestrutura
O edifício de passageiros situa-se do lado poente da via (lado direito do sentido ascendente, para Barca d’Alva). Este e as demais infraestruturas remanescentes encontram-se abandonadas, e em mau estado de conservação.

## História

### Século XIX
A estação entrou ao serviço em 5 de Maio de 1887, em conjunto com a via férrea até ao Pocinho Em 9 de Dezembro do mesmo ano abriu o lanço seguinte da Linha do Douro, até Barca d’Alva.

### Século XX
Em 1901, uma brigada técnica estava a estudar uma ligação entre esta estação e a Estrada Real n.º 34 (atual EN222). No entanto, em 1932 ainda não contava com qualquer acesso rodoviário.
Em 1939, a Companhia dos Caminhos de Ferro Portugueses fez obras de reparação no edifício, sendo então considerado como estação.

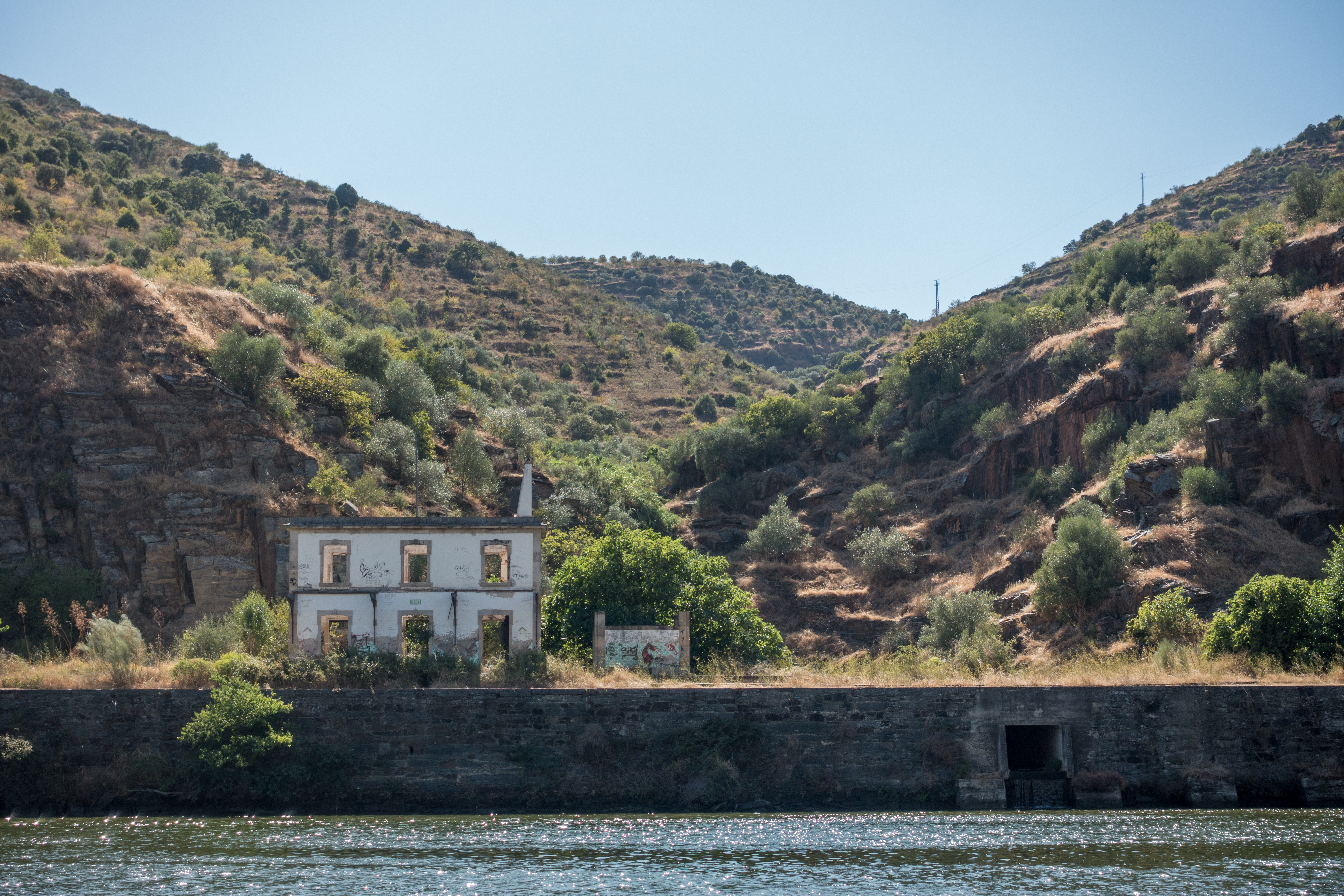
Estação de Coa, vista do rio, em 2016.

### Ligações a outras linhas
Em 1897, foi apresentado um projecto de lei que autorizava o governo a abrir concurso para várias linhas e ramais ferroviários, incluindo uma ligação entre as Linhas do Douro e Beira Alta, seguindo pelos vales dos rios Távora ou Coa. No Plano Geral da Rede Ferroviária, publicado pelo Decreto n.º 18:190, de 28 de março de 1930, um dos projectos introduzidos foi a Linha do Côa, em via estreita, que se devia iniciar no Pocinho, onde se ligaria à Linha do Sabor, e terminar em Idanha-a-Nova, onde seria continuada pela Linha da Sertã, até Nazaré. Esta Linha do Côa deveria passar por Pinhel, Guarda, Sabugal e Penamacor.
Em 1950, também estava planeada a construção de um linha  desde esta estação até Vila Franca das Naves, na Linha da Beira Alta, embora este traçado fosse considerado de difícil construção, pelo que o jornalista José da Guerra Maio sugeriu que o ramal terminasse em Vilar Formoso, uma vez que se podia utilizar o planalto do Ribacoa, de terreno mais fácil. Este ramal iria criar uma ligação ferroviária alternativa à Ponte de D. Maria Pia, na Linha do Norte, e à Linha internacional de Barca d'Alva-La Fregeneda a La Fuente de San Esteban, estando esta última já em declínio, retirando à cidade do Porto uma ligação directa a Salamanca, que poderia ser reposta através da outra linha internacional, até Vilar Formoso, caso fosse construída a Linha do Côa.

### Encerramento
Em 1985, Côa tinha já a categoria de apeadeiro, tendo sido despromovida anteriormente. Em 1988, foi encerrado o troço entre o Pocinho e Barca d’Alva, incluindo esta interface.

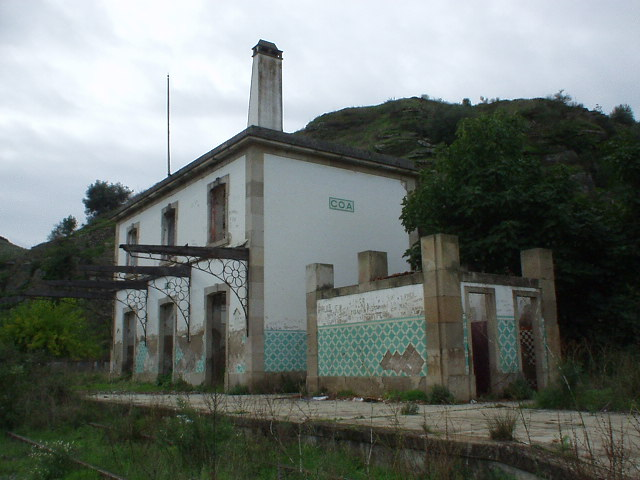
O edifício de passageiros, em 2002.